# PPG 375 2023
Das PPG 375 2023 auf dem Texas Motor Speedway fand am 2. April 2023 statt und ging über eine Distanz von 250 Runden à 2,4 km. Es war der zweite Lauf zur IndyCar Series 2023.

## Bericht
Nach 250 Rennrunden, fünf Gelbphasen und packenden Kämpfen zwischen Scott McLaughlin (Team Penske), Pato O’Ward (Arrow McLaren SP) und Alex Palou (Chip Ganassi Racing), hieß der Sieger wie im letzten Jahr Josef Newgarden (Team Penske). Der US-Amerikaner gewann das Rennen in Fort Worth (Texas) insgesamt zum dritten Mal. Die vierte Gelbphase nutzten Newgarden und O’Ward für einen zusätzlichen Boxenstopp, sie hatten zwischenzeitlich auf die Konkurrenz eine Runde Vorsprung. Zwei Runden vor Schluss berührten sich Romain Grosjean (Andretti Autosport) und David Malukas (Dale Coyne Racing) leicht. Grosjean schlug in die Mauer ein und verursachte die letzte Safety-Car-Phase, womit das Rennen beendet war. Der zweitplatzierte O’Ward übernahm nach diesem Rennen die Führung in der Meisterschaftstabelle mit 82 Punkten, sieben Punkte vor Marcus Ericsson (Chip Ganassi Racing / 75) und Scott Dixon (Chip Ganassi Racing / 67). Dahinter folgten Newgarden (66 Punkte) und Palou (60).

## Meldeliste
| Startnummer | Fahrer                | Team                                 | Motor     |
| ----------- | --------------------- | ------------------------------------ | --------- |
| 2           | Josef Newgarden (W)   | Team Penske                          | Chevrolet |
| 3           | Scott McLaughlin      | Team Penske                          | Chevrolet |
| 5           | Pato O’Ward (W)       | Arrow McLaren SP                     | Chevrolet |
| 06          | Hélio Castroneves (W) | Meyer Shank Racing                   | Honda     |
| 6           | Felix Rosenqvist      | Arrow McLaren SP                     | Chevrolet |
| 7           | Alexander Rossi       | Arrow McLaren SP                     | Chevrolet |
| 8           | Marcus Ericsson       | Chip Ganassi Racing                  | Honda     |
| 9           | Scott Dixon (W)       | Chip Ganassi Racing                  | Honda     |
| 10          | Alex Palou            | Chip Ganassi Racing                  | Honda     |
| 11          | Takuma Satō           | Chip Ganassi Racing                  | Honda     |
| 12          | Will Power (W)        | Team Penske                          | Chevrolet |
| 14          | Santino Ferrucci      | A. J. Foyt Racing                    | Chevrolet |
| 15          | Graham Rahal (W)      | Rahal Letterman Lanigan Racing       | Honda     |
| 18          | David Malukas         | Dale Coyne Racing / HMD Motorsports  | Honda     |
| 20          | Conor Daly            | Ed Carpenter Racing                  | Chevrolet |
| 21          | Rinus VeeKay          | Ed Carpenter Racing                  | Chevrolet |
| 26          | Colton Herta          | Andretti Autosport / Curb-Agajanian  | Honda     |
| 27          | Kyle Kirkwood         | Andretti Autosport                   | Honda     |
| 28          | Romain Grosjean       | Andretti Autosport                   | Honda     |
| 29          | Devlin DeFrancesco    | Andretti Steinbrenner Autosport      | Honda     |
| 30          | Jack Harvey           | Rahal Letterman Lanigan Racing       | Honda     |
| 33          | Ed Carpenter (W)      | Ed Carpenter Racing                  | Chevrolet |
| 45          | Christian Lundgaard   | Rahal Letterman Lanigan Racing       | Honda     |
| 51          | Sting Ray Robb (R)    | Dale Coyne Racing / Rick Ware Racing | Honda     |
| 55          | Benjamin Pedersen (R) | A. J. Foyt Enterprises               | Chevrolet |
| 60          | Simon Pagenaud        | Meyer Shank Racing                   | Honda     |
| 77          | Callum Ilott          | Juncos Hollinger Racing              | Chevrolet |
| 78          | Agustín Canapino (R)  | Juncos Hollinger Racing              | Chevrolet |

W=Rennen früher schon einmal gewonnen | R=Rookie (erste Teilnahme)

## Klassifikationen

### Freies Training 1
| Pos. | Nr. | Fahrer           | Team             | Motor     | Zeit       |
| ---- | --- | ---------------- | ---------------- | --------- | ---------- |
| 1    | 3   | Scott McLaughlin | Team Penske      | Chevrolet | 00:23.1690 |
| 2    | 5   | Pato O’Ward      | Arrow McLaren SP | Chevrolet | 00:23.1928 |
| 3    | 7   | Alexander Rossi  | Arrow McLaren SP | Chevrolet | 00:23.1980 |

### Freies Training 2
| Pos. | Nr. | Fahrer          | Team                | Motor     | Zeit       |
| ---- | --- | --------------- | ------------------- | --------- | ---------- |
| 1    | 9   | Scott Dixon     | Chip Ganassi Racing | Honda     | 00:23.3117 |
| 2    | 2   | Josef Newgarden | Team Penske         | Chevrolet | 00:23.3732 |
| 3    | 11  | Takuma Satō     | Chip Ganassi Racing | Honda     | 00:23.4579 |

### Qualifying
| Pos. | Nr. | Fahrer              | Team                                 | Motor     | Runde 1 | Runde 2 | Total      | Startplatz |
| ---- | --- | ------------------- | ------------------------------------ | --------- | ------- | ------- | ---------- | ---------- |
| 1    | 6   | Felix Rosenqvist    | Arrow McLaren SP                     | Chevrolet | 23.5123 | 23.5585 | 00:47.0708 | 1          |
| 2    | 9   | Scott Dixon         | Chip Ganassi Racing                  | Honda     | 23.5364 | 23.5968 | 00:47.1332 | 2          |
| 3    | 7   | Alexander Rossi     | Arrow McLaren SP                     | Chevrolet | 23.5450 | 23.5908 | 00:47.1358 | 3          |
| 4    | 2   | Josef Newgarden     | Team Penske                          | Chevrolet | 23.5617 | 23.6083 | 00:47.1700 | 4          |
| 5    | 5   | Patricio O’Ward     | Arrow McLaren SP                     | Chevrolet | 23.5778 | 23.6312 | 00:47.2090 | 5          |
| 6    | 11  | Takuma Satō         | Chip Ganassi Racing                  | Honda     | 23.6004 | 23.6324 | 00:47.2328 | 6          |
| 7    | 10  | Alex Palou          | Chip Ganassi Racing                  | Honda     | 23.5950 | 23.6439 | 00:47.2389 | 7          |
| 8    | 12  | Will Power          | Team Penske                          | Chevrolet | 23.5341 | 23.7318 | 00:47.2659 | 8          |
| 9    | 18  | David Malukas       | Dale Coyne Racing / HMD Motorsports  | Honda     | 23.6111 | 23.6761 | 00:47.2872 | 9          |
| 10   | 26  | Colton Herta        | Andretti Autosport / Curb-Agajanian  | Honda     | 23.6196 | 23.6831 | 00:47.3027 | 10         |
| 11   | 28  | Romain Grosjean     | Andretti Autosport                   | Honda     | 23.6208 | 23.6861 | 00:47.3069 | 11         |
| 12   | 29  | Devlin DeFrancesco  | Andretti Steinbrenner Autosport      | Honda     | 23.6322 | 23.6787 | 00:47.3109 | 12         |
| 13   | 55  | Benjamin Pedersen   | A. J. Foyt Enterprises               | Chevrolet | 23.6182 | 23.7027 | 00:47.3209 | 13         |
| 14   | 14  | Santino Ferrucci    | A. J. Foyt Enterprises               | Chevrolet | 23.6500 | 23.7158 | 00:47.3658 | 14         |
| 15   | 3   | Scott McLaughlin    | Team Penske                          | Chevrolet | 23.6761 | 23.7172 | 00:47.3933 | 15         |
| 16   | 8   | Marcus Ericsson     | Chip Ganassi Racing                  | Honda     | 23.6718 | 23.7361 | 00:47.4079 | 16         |
| 17   | 77  | Callum Ilott        | Juncos Hollinger Racing              | Chevrolet | 23.7364 | 23.7303 | 00:47.4667 | 17         |
| 18   | 33  | Ed Carpenter        | Ed Carpenter Racing                  | Chevrolet | 23.6818 | 23.7962 | 00:47.4780 | 18         |
| 19   | 78  | Agustín Canapino    | Juncos Hollinger Racing              | Chevrolet | 23.7378 | 23.7419 | 00:47.4797 | 19         |
| 20   | 27  | Kyle Kirkwood       | Andretti Autosport                   | Honda     | 23.7173 | 23.7929 | 00:47.5102 | 20         |
| 21   | 06  | Hélio Castroneves   | Meyer Shank Racing                   | Honda     | 23.7827 | 23.7342 | 00:47.5169 | 21         |
| 22   | 60  | Simon Pagenaud      | Meyer Shank Racing                   | Honda     | 23.7495 | 23.7876 | 00:47.5371 | 22         |
| 23   | 51  | Sting Ray Robb      | Dale Coyne Racing / Rick Ware Racing | Honda     | 23.8019 | 23.8286 | 00:47.6305 | 23         |
| 24   | 15  | Graham Rahal        | Rahal Letterman Lanigan Racing       | Honda     | 23.8244 | 23.8202 | 00:47.6446 | 24         |
| 25   | 20  | Conor Daly          | Ed Carpenter Racing                  | Chevrolet | 23.7971 | 23.8813 | 00:47.6784 | 25         |
| 26   | 21  | Rinus VeeKay        | Ed Carpenter Racing                  | Chevrolet | 23.8705 | 23.9347 | 00:47.8052 | 26         |
| 27   | 45  | Christian Lundgaard | Rahal Letterman Lanigan Racing       | Honda     | 23.9945 | 23.9589 | 00:47.9534 | 27         |
| 28   | 30  | Jack Harvey         | Rahal Letterman Lanigan Racing       | Honda     | 23.8894 | 24.0877 | 00:47.9771 | 28         |

### Ergebnis
| Pos. | Nr. | Fahrer                | Team                                 | Motor     | Runden | Zeit/Rückstand | Boxenstopps | Start | Führungsrunden | Punkte |
| ---- | --- | --------------------- | ------------------------------------ | --------- | ------ | -------------- | ----------- | ----- | -------------- | ------ |
| 1    | 2   | Josef Newgarden       | Team Penske                          | Chevrolet | 250    | 2:07:07.2653   | 6           | 4     | 123            | 53     |
| 2    | 5   | Patricio O’Ward       | Arrow McLaren SP                     | Chevrolet | 250    | 1.2838         | 5           | 5     | 91             | 41     |
| 3    | 10  | Alex Palou            | Chip Ganassi Racing                  | Honda     | 250    | 1.8839         | 4           | 7     | 22             | 36     |
| 4    | 18  | David Malukas         | Dale Coyne Racing / HMD Motorsports  | Honda     | 250    | 2.1173         | 4           | 9     |                | 32     |
| 5    | 9   | Scott Dixon           | Chip Ganassi Racing                  | Honda     | 250    | 2.4379         | 5           | 2     | 3              | 31     |
| 6    | 3   | Scott McLaughlin      | Team Penske                          | Chevrolet | 250    | 4.1359         | 5           | 15    |                | 28     |
| 7    | 26  | Colton Herta          | Andretti Autosport / Curb-Agajanian  | Honda     | 250    | 6.4228         | 4           | 10    | 4              | 27     |
| 8    | 8   | Marcus Ericsson       | Chip Ganassi Racing                  | Honda     | 249    | 1 Rd.          | 6           | 16    |                | 24     |
| 9    | 77  | Callum Ilott          | Juncos Hollinger Racing              | Chevrolet | 249    | 1 Rd.          | 6           | 17    |                | 22     |
| 10   | 06  | Hélio Castroneves     | Meyer Shank Racing                   | Honda     | 249    | 1 Rd.          | 5           | 21    |                | 20     |
| 11   | 21  | Rinus VeeKay          | Ed Carpenter Racing                  | Chevrolet | 249    | 1 Rd.          | 6           | 26    |                | 19     |
| 12   | 78  | Agustín Canapino (R)  | Juncos Hollinger Racing              | Chevrolet | 249    | 1 Rd.          | 6           | 19    |                | 18     |
| 13   | 33  | Ed Carpenter          | Ed Carpenter Racing                  | Chevrolet | 249    | 1 Rd.          | 6           | 18    |                | 17     |
| 14   | 28  | Romain Grosjean       | Andretti Autosport                   | Honda     | 248    | Unfall         | 5           | 11    | 2              | 17     |
| 15   | 55  | Benjamin Pedersen (R) | A. J. Foyt Racing                    | Chevrolet | 248    | 2 Rd.          | 6           | 13    |                | 15     |
| 16   | 12  | Will Power            | Team Penske                          | Chevrolet | 248    | 2 Rd.          | 7           | 8     |                | 14     |
| 17   | 60  | Simon Pagenaud        | Meyer Shank Racing                   | Honda     | 247    | 3 Rd.          | 6           | 22    |                | 13     |
| 18   | 30  | Jack Harvey           | Rahal Letterman Lanigan Racing       | Honda     | 247    | 3 Rd.          | 6           | 28    |                | 12     |
| 19   | 45  | Christian Lundgaard   | Rahal Letterman Lanigan Racing       | Honda     | 247    | 3 Rd.          | 6           | 27    |                | 11     |
| 20   | 20  | Conor Daly            | Ed Carpenter Racing                  | Chevrolet | 246    | 4 Rd.          | 7           | 25    |                | 10     |
| 21   | 14  | Santino Ferrucci      | A. J. Foyt Racing                    | Chevrolet | 246    | 4 Rd.          | 7           | 14    |                | 9      |
| 22   | 7   | Alexander Rossi       | Arrow McLaren SP                     | Chevrolet | 243    | 7 Rd.          | 7           | 3     |                | 8      |
| 23   | 29  | Devlin DeFrancesco    | Andretti Steinbrenner Autosport      | Honda     | 221    | Unfall         | 5           | 12    |                | 7      |
| 24   | 15  | Graham Rahal          | Rahal Letterman Lanigan Racing       | Honda     | 219    | Unfall         | 5           | 24    |                | 6      |
| 25   | 51  | Sting Ray Robb (R)    | Dale Coyne Racing / Rick Ware Racing | Honda     | 208    | Unfall         | 4           | 23    | 1              | 6      |
| 26   | 6   | Felix Rosenqvist      | Arrow McLaren SP                     | Chevrolet | 177    | Unfall         | 3           | 1     | 4              | 7      |
| 27   | 27  | Kyle Kirkwood         | Andretti Autosport                   | Honda     | 97     | Unfall         | 1           | 20    |                | 5      |
| 28   | 11  | Takuma Satō           | Chip Ganassi Racing                  | Honda     | 46     | Unfall         |             | 6     |                | 5      |

(R)=Rookie / 5 Gelbphase für insgesamt 52 Rd.

## Führungsrunden
| Fahrer           | Team                | Anzahl |
| ---------------- | ------------------- | ------ |
| Josef Newgarden  | Team Penske         | 123    |
| Patricio O’Ward  | Arrow McLaren SP    | 91     |
| Alex Palou       | Chip Ganassi Racing | 22     |
| Colton Herta     | Andretti Autosport  | 4      |
| Felix Rosenqvist | Arrow McLaren SP    | 4      |
| Scott Dixon      | Chip Ganassi Racing | 3      |
| Romain Grosjean  | Andretti Autosport  | 2      |
| Sting Ray Robb R | Dale Coyne Racing   | 1      |